# Trevelin
Trevelin – miasto w Argentynie, w prowincji Chubut, w departamencie Futaleufú.
Według danych szacunkowych na rok 2010 miejscowość liczyła 6 353 mieszkańców.